# Maria Creuza
Maria Creuza est une chanteuse brésilienne née le 26 février 1944 à Esplanada (Bahia) dans la région Nord-Est. 
Ses chansons les plus connues sont Festa no terreiro de Alaketu (d'Antônio Carlos Pinto), Mas que doidice (d'Antônio Carlos et Jocáfi), Eu disse adeus (de Roberto Carlos), Pois é (de Chico Buarque et Tom Jobim) ainsi que Eu sei que vou te amar (de Tom Jobim et Vinícius de Moraes).
Elle a également créé Você abusou, interprétée par un duo composé de Antônio Carlos et Jocáfi. Cette chanson est connue en français dans sa reprise par Michel Fugain, traduit en « Fais comme l'oiseau ».

## Discographie
- Festa no terreiro de Alaketu/Abolição (1967), single
- La Fusa, avec Vinicius de Moraes et Toquinhio (1970)
- Yo... Maria Creuza (1971)
- Maria Creuza (1972)
- Eu sei que vou te amar. Vinicius de Moraes, Maria Creuza e Toquinho (1972)
- Eu disse adeus (1973)
- Sessão nostalgia (1974)
- Maria Creuza e os grandes mestres do samba (1975)
- Meia noite (1977)
- Doce veneno (1978)
- Pecado (1979)
- Maria Creuza (1980)
- Sedução (1981)
- Poético (1982)
- Paixão acesa (1985)
- Pura magia (1987)
- Da cor do pecado (1989)
- Com açúcar e com afeto (1989)
- Todo sentimento... (1991)
- La Mitad del Mundo/A Metade do Mundo (1999)
- Você e eu (2003)
- Maria Creuza ao vivo (2006)
- Creuza e Gabriel (2007)